# Аполо
Вижте пояснителната страница за други значения на Аполо.
Аполо (на английски: Apollo; на български: Аполон) е третата американска програма за пилотирани космически полети и първата в света програма за изпращане на хора на Луната и връщането им обратно. Обхваща периода от 1961 до 1972 г. Програмата е кръстена на древногръцкия бог на светлината, музиката и танците Аполон (на старогръцки: Ἀπόλλων). Името е предложено в началото на 1960 г. от Ейбръхам Силвърстейн – мениджър на НАСА. Според него то е подходящо за такава мащабна програма. Това име получават и космическите кораби на САЩ от трето поколение, използвани както в програмата, така и за пилотирани космически полети след нейното приключване.

## История
Програмата Аполо е замислена в края на 50-те и началото на 60-те години на 20 век по време на администрацията на президента Дуайт Айзенхауер, като последващо действие във връзка с развитието на първата американска космическа програма Мъркюри. Докато капсулата Мъркюри може да поддържа само един астронавт на ниска околоземна орбита, космическият кораб Аполо трябва да изведе трима астронавти на окололунна орбита и да осъществи кацане на Луната. НАСА напредва с планирането на програмата, въпреки че финансирането ѝ е твърде скромно поради инертното отношение на Айзенхауер към пилотираните космически полети. През ноември 1960 г., Джон Ф. Кенеди е избран за 35-и президент на САЩ след кампания, която обещава американско превъзходство над СССР в областта на космическите изследвания и противоракетната отбрана. Използвайки космическите изследвания като символ на национален престиж, той предупреждава за съществуването на „ракетна пропаст“ между двете страни и обещава да направи САЩ „първата сила“ в това отношение. След встъпването си в длъжност Кенеди назначава за директор на НАСА Джеймс Е. Уеб и подкрепя поисканото от него 30% увеличаване на бюджета на агенцията. Въпреки това решението на по-широк кръг от въпроси относно практическото изпълнение на лунната програма е отложено, тъй като президентът се опасява от твърде високата цена на начинанието. На 12 април 1961 г. съветският космонавт Юрий Гагарин става първият човек, който лети в космоса. Този исторически полет засилва страха на САЩ от технологично изоставане в сравнение със Съветския съюз. Ден след полета на Гагарин, на среща на Американския комитет на науката и астронавтика, много конгресмени обещават своята подкрепа за лунната програма. На 20 април Кенеди изпраща паметна бележка на вицепрезидента Линдън Джонсън, в която настоява последният да разгледа състоянието на космическата програма на САЩ, както и на бъдещи програми, които ще предложат възможност на НАСА да навакса изоставането от руснаците. Джонсън отговаря приблизително една седмица по-късно. Той стига до заключението, че „евентуално пилотирано кацане на Луната е достатъчно далеч в бъдещето и е много вероятно САЩ да го постигнат преди СССР“. На 25 май 1961 г., двадесет дни след първия американски суборбитален космически полет, президентът Кенеди предлага програмата „Аполо“ в специално обръщение към Конгреса на САЩ на съвместно заседание. Той казва: „Вярвам, че тази нация трябва да се ангажира за постигането на целта преди края на това десетилетие – кацане на човек на Луната и безопасно връщане на Земята. Нито един космически проект в този период няма да бъде по-впечатляващ за човечеството или по-важен за изследването на космоса и никой няма да бъде толкова трудно или скъпо изпълним.“ След като получава подкрепата на Конгреса и одобрението на Министерството на финансите, първата космическа програма за изпращане на човек на Луната става факт. На 12 септември 1962 г. в реч, произнесена в университета „Райс“, президентът Кенеди заявява „... Ние избираме да отидем на Луната в това десетилетие и да направим други неща, не защото те са лесни, а защото са трудни...“.

## Цели на програмата
- Да осъществи пилотиран полет до Луната
- Да осъществи кацане и излизане на човек на лунната повърхност
- Да върне безопасно на Земята космическия кораб и неговия екипаж
- Да изследва Луната с помощта на специално изработена апаратура и да достави на Земята образци от лунния грунд

## Разработки
По време на речта на президента само един американец е летял в космоса, а САЩ все още не са изпратили астронавт в орбита около Земята. Много от висшите служители на НАСА се съмняват дали амбициозната цел на Кенеди може да бъде изпълнена. Самият президент също има известни съмнения (най-вече от финансово естество) и опитва да постигне съгласие за съвместна луната мисия на САЩ и СССР, за да се избегне дублирането на усилия. От идеята за съвместен полет до Луната не излиза нищо, поради отказа на съветския лидер Никита Хрушчов, който се опасява, че такъв проект ще доведе до разсекретяването на ракетните тайни на СССР. Така лунната програма на САЩ изисква изключителна ангажираност на всички налични ресурси, непостигана от нито една друга нация в мирно време. В програмата „Аполо“ са заети 400 хил. души и повече от 20 хил. промишлени предприятия и университета. След утвърждаването на мисията и поставянето на нейната основна цел – кацане на човек на Луната преди космонавтите на СССР, НАСА предприема разглеждането и разработката на няколко варианта за постигането ѝ. Обсъдени са четири възможности:
- Директен полет – планът предвижда изстрелването на космически кораб, който директно достига, каца на Луната и се завръща на Земята. Проектът изисква ракета носител с много голяма мощност и огромен запас от гориво. Съществуващият и разработван по това време проект Nova не отговаря на изискванията.
- Среща на околоземна орбита – планът предвижда изстрелването на две ракети носители Сатурн V, първата с космическия кораб, а другата с горивото, необходимо за полета. На околоземна орбита космическият кораб се скачва и напълва резервоарите си с гориво от втората ракета носител, след което отново цял, както в първия проект, достига до Луната, каца на нейната повърхност и се завръща на Земята. Този проект е отхвърлен по същите причини, довели до отказването от плана Директен полет. По това време на инженерите става ясно, че най-сериозният проблем, с който ще се сблъскат, е обратният старт от повърхността на Луната.
- Среща на лунната повърхност – планът предвижда изстрелването на два космически кораба, които достигат до лунната повърхност. Единият без екипаж на борда, на автоматичен режим, първи каца на Луната, а другият – с екипаж, каца на Луната, зарежда с гориво от резервоарите на първия кораб и се завръща на Земята. Този проект е преценен като реално изпълним, но твърде скъп, тъй като за всяка мисия ще са нужни два ракетно-космически комплекса.
- Среща на окололунна орбита – планът предвижда използването на модулен космически кораб. Според този план не целият кораб, а част от него достига лунната повърхност. Проектът е най-икономичен откъм изразходване на гориво и маса на десантния модул. Стойността му също е по-ниска в сравнение с другите варианти. Основен недостатък е, че на орбита (околоземна и окололунна) ще трябва да бъдат извършени много маневри и то от екипажа на кораба, тъй като по това време бордовата електроника и автоматика са много несъвършени и далеч от съвременните стандарти.

## Дизайн на програмата
Дизайнът на програмата е оформен според предложението на Джон Хуболт – пенсиониран космически инженер, който създава концепцията Среща на окололунна орбита (на английски: Lunar Orbit Rendezvous или съкр. LOR) и доказва, че тя е най-икономичният вариант за достигане на Луната. Според тази концепция, ракетно-космическият комплекс е съставен от ракета носител Сатурн V, космически кораб Аполо (от своя страна изграден от два модула: команден и сервизен, т.нар. концепция Command / Service Module или съкр. CSM) и лунен модул (на английски: Lunar Module, съкр. LM). Командно-сервизният модул (CSM) е предназначен за извеждане на околоземна орбита на тричленен екипаж. Ракетата носител и космическият кораб се отделят при достигане на подходяща скорост и започва петдневно пътуване до Луната. При достигане на естествения земен спътник CSM преминава в окололунна орбита, като двама души от екипажа преминават в LM и с него кацат на Луната. Лунният модул, подобно на космическия кораб, е изграден от две степени – за кацане и излитане. По този начин значително се ограничава масата на излитащата част, с което се реализира голяма икономия на гориво. Със завръщащата се степен на LM астронавтите се скачват с CSM и се завръщат на околоземна орбита. Там сервизният модул се отделя от командния. С последния, в качеството му на спускаем апарат, астронавтите достигат земната повърхност или по-точно водната, тъй като и при Аполо е приета системата на приводняване, както при предишните две поколения американски космически кораби. Този план е приет и разработен от НАСА и по него протича цялата лунна програма. Въпреки изгодната схема, много от инженерите в НАСА са скептични относно практическото ѝ реализиране. В началото на тази фаза на проучването техниката на среща в лунната орбита (LOR) е решение, което има най-малко подкрепа, въпреки подробните демонстрации на Джон Хуболт. В очите на много експерти и служители на НАСА срещата между лунния модул (LM) и командния модул (CSM) на орбита около Луната изглежда твърде рискована. Вернер фон Браун, който е ръководител на екипа, разработващ носителя, е привърженик на концепцията Среща на околоземна орбита (на английски: Earth Orbit Rendezvous, съкр. ЕOR), но в крайна сметка се убеждава, че LOR е единственият сценарий, който ще се вмести в крайния срок, определен от президента Джон Ф. Кенеди. Изборът на концепцията LOR е окончателно одобрен на 7 ноември 1962 г. През юли 1963 г., 11 американски аерокосмически компании са поканени за изграждане на лунния модул на базата на изработените спецификации.

## Стойност на програмата
Проектът „Аполо“ е предизвикателство, безпрецедентно по отношение на технологията и организацията. Конструирането и производството на два нови двигателя с невиждана мощност и космически кораб с голяма сложност и изискване за висока надеждност (вероятност за загуба на екипажа – по-малко от 0,1%), както и много стегнат график (8 години между началото на програмата и крайния срок, определен от президента Кенеди), налагат изключителна организация и немислимо дотогава финансиране. Пикът е достигнат през 1966 г., когато НАСА получава финансова инжекция в размер на 5,5% от федералния бюджет. Изпълнението на програмата става възможно с мобилизиране на всички заинтересовани лица на всички нива и разработване на принципно нови организационни методи (системно планиране, управление на кризи, управление на проекти), които по-късно стават основни в света на бизнеса. В таблицата е показан бюджетът на НАСА през годините, в които се работи по лунната програма, така както е представен в отчета пред Бюджетната комисия на американския Конгрес в края на 1969 г.:
| Година                                  | 1959  | 1960  | 1961  | 1962  | 1963  | 1964  | 1965  | 1966  | 1967  | 1968  | 1969  | 1970  |
| Бюджет на програмата Аполо              |       |       |       | 0,535 | 1,285 | 2,27  | 2,51  | 2,97  | 2,91  | 2,556 | 2,025 | 1,75  |
| Общ бюджет на НАСА                      | 0,145 | 0,401 | 0,744 | 1,257 | 2,552 | 4,171 | 5,093 | 5,933 | 5,426 | 4,724 | 4,253 | 3,755 |
| Бюджет на НАСА (% от федералния бюджет) | 0,2   | 0,5   | 0,9   | 1,4   | 2,8   | 4,3   | 5,3   | 5,5   | 3,1   | 2,4   | 2,1   | 1,7   |

Тестовете са от съществено значение в програмата, а те представляват около 50% от общия обем на работа. Модерна компютърна технология позволява за първи път в историята на космонавтиката автоматично да се направи поредица от тестове и запис на измерванията на стотици параметри (повече от 1000 при ракетата носител Сатурн V). Това позволява на инженерите да се съсредоточат върху тълкуването на резултатите и допринася за съкращаване на производствените срокове. Построени са уникални стендове за наземни огневи и аеродинамични изпитания, които поглъщат огромен финансов ресурс. По-късно тези стендове са използвани за изпитанията на бустерите в програмата Space Shuttle – космически кораб на САЩ от четвърто поколение. Строителството на лунния модул се забавя с една година поради непредвидено нарастване на неговите размери и маса. Всички тези фактори оскъпяват допълнително и без това изключително скъпата програма. Голяма част от общия бюджет на НАСА покрива косвени разходи и загуби, предизвикани от неизбежни забавяния в отделните етапи на програмата. Към 1970 г. общите разходи по програмата надхвърлят 22 млрд. долара. След последните лунни мисии в края на 1972 г. разходите достигат 25,5 млрд. долара, което преизчислено по курс към 2013 г. прави над 165 млрд. долара.

## Летателни апарати

### Носители
- Литъл Джо II

Литъл Джо ІІ е твърдогоривна, едностепенна ракета носител, произведена от North American Aviation за програмата „Аполо“ на НАСА. Литъл Джо II е използвана в пет суборбитални безпилотни космически полети за тестове на системата за аварийно спасяване на космическия кораб Аполо и проверка работата на парашутната система за приводняване. Това е най-малката ракета от четирите носителя, използвани в програмата.
- Сатурн I

Сатурн I е американска ракета носител, първата американска ракета носител, конструирана специално за извеждане на товари в орбита около Земята, и първа ракета носител от ракетното семейство Сатурн. Има непропорционално малка втора степен в сравнение с първата. Първоначално е предвидена като универсална военна ракета, но военните не проявяват интерес към нея. Осъществени са само десет старта по програми на НАСА. Заменена е с ракетата носител Сатурн IB, която има същата първа степен, а втората е увеличена повече от два пъти заради използвания нов по-мощен двигател J-2.
- Сатурн IB

Сатурн IВ е американска ракета носител, модернизирана версия на ракетата Сатурн I, притежаваща много по-мощна втора степен – S-IVB. За разлика от предшественичката си тя може да изведе командния и сервизния модули на кораба Аполо на ниска околоземна орбита. Затова тази ракета е използвана за изпитания на кораба Аполо, докато ракетата Сатурн V все още не е готова. По-късно е използвана в програмата Скайлаб и проекта Аполо-Союз.
- Сатурн V

Сатурн V е тристепенна американска ракета носител, използвана от НАСА в програмата „Аполо“ за достигане на Луната. Конструирана от Вернер фон Браун специално за лунната програма и дълги години е най-мощната ракета, произведена от човек. Размерите ѝ са като на съвременна фрегата. Може да изведе полезен товар от почти 50 t на окололунна орбита. Използвана е за полетите до Луната и за извеждане на околоземна орбита (като модификация Сатурн INT-21) на космическата станция Скайлаб, тежаща повече от 77 t.

### Космически кораб
Космическият кораб Аполо е основно проектиран за достигане на Луната. В началото на 70-те години на 20. век е модифициран за доставяне на екипаж на американската космическа лаборатория Скайлаб, както и за съвместния полет и скачване със съветския космически кораб „Союз“ 19 в програмата Аполо-Союз. Корабът е извеждан на орбита от ракета носител Сатурн IB или Сатурн V. Състои се от четири основни части – команден модул (СМ), сервизен модул (SM), система за аварийно спасяване (на английски: Launch Escape System или съкр. LES) и космически адаптер на лунния модул (на английски: Spacecraft Lunar Module Adapter или съкр. SLA). Максималното стартово тегло на кораба е около 47 t с обем на жилищните сектори от 12,70 m³ (заедно с лунния модул), а максималното време за престой на Луната е над 75 часа. Командният модул (СМ) е основният работен и жилищен сектор за екипажа на кораба. В херметизираната кабина са разположени системите за управление и навигация, радио и комуникационна връзка, койките на екипажа, преден люк за преминаване в лунния модул, страничен люк, служещ за вход – изход на екипажа на Земята, пет илюминатора за пряко наблюдение и парашутната система за приземяване. Командният модул е разработен от американската фирма North American Aviation и има формата на конус със сферична основа с височина 3,50 m (без лунния модул и адаптора SLA) и диаметър на основата 3,90 m с ъгъл на върха от 60° и сухо тегло от 5806 kg. Максималната маса на кораба е 30 332 kg. Дъното на конуса представлява топлоизолационен щит за предпазване при навлизането в земната атмосфера.

### Лунен модул
Лунен модул е космически кораб, проектиран за полети на окололунна орбита и кацане на повърхността на Луната. Произведен е от компанията Grumman Corporation, по проект на екип от конструктори на фирмата с ръководител Том Кели. LM трябва да слезе от лунна орбита, за да приземи двама астронавти на Луната и да ги върне обратно в орбита, за да се срещнат с командния модул на кораба Аполо. Не е предвиден за полети през земната атмосфера или за кацане на Земята. Фюзелажът е проектиран изцяло без аеродинамични съображения (на Луната няма въздушно съпротивление) и е изработен от изключително леки материали. По време на старта от Земята се намира зад сервизния модул на кораба Аполо, скрит в специално изработен аеродинамичен обтекател (SLA). Лунният модул се състои от две степени – за кацане и излитане, всяка със собствен двигател. Кацането може да стане на повърхност с наклон до 15°, но излитането от Луната е възможно само при наклон до 5° – важно обстоятелство с оглед на подбора на местата за прилуняване. Оригиналният модел на LM тежи около 15 100 kg, което му гарантира престой на повърхността на Луната около 34 часа. От Аполо 15 нататък лунният модул тежи над 16 400 kg и разрешеният престой на Луната става над 3 денонощия.

## Управление на полетите
Мащабите на лунната програма са толкова големи, че НАСА разбира още през 1960 г. необходимостта от нова организация по управлението на полетите. Персоналът, назначен за космическата програма, расте пропорционално. Между 1960 и 1963 г. броят на работещите в НАСА нараства от 10 на 36 хил. За да посрещне новите си служители и те да разполагат с необходимите условия за работа по лунната програма, НАСА се реорганизира и създава три нови космически центъра, изцяло предоставени на програмата „Аполо“.

### Космически център „Джонсън“
Новият център е построен през 1962 г., близо до Хюстън, Тексас. Той е предназначен за проектирането и квалификация на космическия кораб и лунния модул, обучение на астронавти и контрол на мисиите. Започва да функционира от септември 1963 г. Две безпилотни и десет пилотирани мисии по програмата Джемини са контролирани от новия Център за управление на полетите (ЦУП). За целта е използвана мрежата от радиостанции около екватора – мобилни, на кораби в океаните и построените в Австралия и Африка радиотелескопи. Същевременно съществуващата вече глобална мрежа (т.нар. MNT) за засичане и проследяване, която води космическия кораб от старта до приводняването, е разширена значително и са усъвършенствани основните ѝ компоненти. Това дава възможност за много точна локация и за прецизно управление на космическия кораб от Земята. В Центъра са изградени симулатори за подготовка на астронавтите и специални вакуум стендове за квалификация на космическия кораб и лунния модул. През 1964 г. в центъра работят 15 хил. души. От 1973 г. (след смъртта на президента Линдън Джонсън) Центърът в Хюстън се нарича Космически център „Джонсън“.

### Център за космически полети „Маршал“
Космическият център „Маршал“ е стар изпитателен полигон на Армията на САЩ, в близост до Хънтсвил, Алабама. През 1960 г. е преподчинен на НАСА. Занимава се с разработки и изпитания на ракетни двигатели. Центърът е специализиран в проектиране и квалификация на семейството ракети Сатурн. Първите екземпляри на ракетата Сатурн I са построени там, преди останалата част от продукцията да бъде поверена на индустрията. В центъра „Маршал“ работят около 20 хил. души.

### Космически център „Кенеди“
Космически център Джон Ф. Кенеди е разположен на остров Мерит във Флорида. Той контролира всеки старт на програмата „Аполо“. НАСА се нуждае от нови съоръжения, които да заменят съществуващите в близост на Кейп Канаверал. Центърът извършва квалификацията на целия ракетно-космически комплекс и операциите по контрол на старта и самото излитане. В него работят около 20 хил. души през 1965 г. В Центъра е построена огромна сграда с височина около 140 m, в която могат да бъдат сглобени няколко ракетно-космически комплекса едновременно. Специално за лунната програма е изграден нов „Стартов комплекс 39“, в който са излети повече от 3,7 млн. m3 бетон. Центърът разполага със симулатор, който проверява херметичността на транспортната система космически кораб – лунен модул, като симулира височина от 76 km.

### Космически център „Стенис“
Космическият център Джон К. Стенис е построен през октомври 1961 г. в щата Мисисипи. В новия център са изградени гигантски стендове за наземни изпитания на ракетни двигатели, разработени за лунната програма. Изпитвателният стенд е изграден само за няколко месеца, след като решението е взето. Съоръжението обхваща площ от 55 km2, но също така включва буферна зона от 546 km2 за защита от шумово замърсяване на района. По-късно тези стендове се използват за тестове и сертифициране на бустерите на космическата совалка. Мястото е избрано, защото е рядко населено и достъпно по водни пътища за транспортиране на двигатели и ракетни степени, чийто размер надвишава капацитета за транспортиране по суша. Този център не е част от трите периметъра, според структурата на НАСА, но изиграва решаваща роля в подготовката и изпълнението на всички американски пилотирани космически полети след програмата „Джемини“.

## Астронавти
Директор на операциите и на екипажите, които попадат в програмата „Аполо“, е ветеранът на НАСА Доналд Слейтън, един от първите седем астронавти от програмата „Мъркюри“. Общо тридесет и пет астронавти от пет астронавтски групи вземат участие в лунната програма. Двадесет и четирима от тях летят около Луната между декември 1968 г. и декември 1972 г. (трима от тях два пъти). Дванадесет души стъпват на лунната повърхност. Един от тях е учен – геолог, а останалите – тест пилоти. Трима загиват при трагедията с космическия кораб Аполо 1, а други трима, включени в дублиращи екипажи, не вземат участие в нито един полет от програмата.

### Подбор на астронавти
В средата на 60-те години НАСА разполага със селекция от пет астронавтски групи. Те се намират в различен стадий на обучение и включените в тях астронавти се различават по своя опит и степен на подготовка. Общото между тях е това, че в четири от петте групи са включени изключително само военни пилоти от различните родове войски на САЩ или тест пилоти на НАСА, участвали в различни експериментални програми на агенцията. Според НАСА това са хората, свикнали да пилотират летателни апарати в екстремни условия и способни да се справят с кризисни ситуации. Разликата с предишните две космически програми е тази, че за лунната програма е избрана новата Група НАСА-4, в която са включени няколко учени. Един от тях, геологът д – р Харисън Шмит лети в мисията Аполо 17 и стъпва на Луната през 1972 г. За третата си космическа програма НАСА разчита на следните астронавти:

#### Група НАСА-1
Първа група, в жаргона на НАСА наричана „групата на ветераните“, е представена от четирима астронавти. От тях полети по програмата извършват двама, а на лунната повърхност стъпва един астронавт – Алън Шепърд (най-възрастният човек стъпил на Луната). Гордън Купър не лети, въпреки че получава назначение като командир на дублиращия екипаж на Аполо 10, а Върджил Грисъм загива в пожара на Аполо 1.
- Гордън Купър – командир на дублиращия екипаж на Аполо 10, не лети
- Върджил Грисъм – командир на Аполо 1, загинал
- Уолтър Шира – командир на Аполо 7
- Алън Шепърд – командир на Аполо 14, стъпил на Луната

#### Група НАСА-2
Втора група, наричана в НАСА „групата на командирите“, е представена от осем астронавти. От тях летят седем, а Едуард Уайт загива в пожара на Аполо 1. На Луната стъпват трима представители на групата. От състава на тази група е първият човек в света, стъпил на лунната повърхност – Нийл Армстронг. Джеймс Ловел и Джон Йънг осъществяват два полета по програмата и летят до Луната два пъти.
- Нийл Армстронг – командир на Аполо 11, стъпил на Луната
- Франк Борман – командир на Аполо 8
- Джон Йънг – Аполо 10, командир на Аполо 16, стъпил на Луната
- Чарлс Конрад – командир на Аполо 12, стъпил на Луната
- Джеймс Ловел – Аполо 8, командир на Аполо 13
- Джеймс Макдивит – командир на Аполо 9
- Томас Стафорд – командир на Аполо 10
- Едуард Уайт – Аполо 1, загинал

#### Група НАСА-3
Трета група, наричана „групата на пилотите“, е представена от единадесет астронавти. От тях летят десет, а Роджър Чафи загива в пожара на Аполо 1. Четирима представители на групата стъпват на Луната. Юджийн Сърнън и Дейвид Скот осъществяват два полета по програмата. Юджийн Сърнън лети до Луната два пъти.
- Дон Айзъл – Аполо 7
- Уилям Андерс – Аполо 8
- Алън Бийн – Аполо 12, стъпил на Луната
- Ричард Гордън – Аполо 12
- Майкъл Колинс – Аполо 11
- Уолтър Кънингам – Аполо 7
- Едуин Олдрин – Аполо 11, стъпил на Луната
- Дейвид Скот – Аполо 9, командир на Аполо 15, стъпил на Луната
- Юджийн Сърнън – Аполо 10, командир на Аполо 17, стъпил на Луната
- Роджър Чафи – Аполо 1, загинал
- Ръсел Швейкарт – Аполо 9

#### Група НАСА-4
Четвърта група („групата на учените“) е представена от един астронавт.
- Харисън Шмит – Аполо 17, стъпил на Луната

#### Група НАСА-5
Пета група („групата на новаците“) е представена от единадесет астронавти. От тях летят девет, а двама – Ванс Бранд и Джо Енгъл са включени в дублиращи екипажи и не вземат участие в мисия. На лунната повърхност стъпват трима представители на групата.
- Ванс Бранд – дублиращ екипаж на Аполо 15, не лети
- Чарлс Дюк – Аполо 16, стъпил на Луната
- Роналд Еванс – Аполо 17
- Джо Енгъл – дублиращ екипаж на Аполо 14, основен на Аполо 17, заменен от Харисън Шмит, не лети
- Томас Матингли – Аполо 16
- Едгар Митчъл – Аполо 14, стъпил на Луната
- Стюард Руса – Аполо 14
- Джон Суигърт – Аполо 13
- Алфред Уордън – Аполо 15
- Фред Хейз – Аполо 13
- Джеймс Ъруин – Аполо 15, стъпил на Луната

### Представяне на групите
| Група от селекцията на НАСА                   | НАСА-1 | НАСА-2 | НАСА-3 | НАСА-4 | НАСА-5 |
| Брой избрани за полет астронавти от групата   | 4      | 8      | 11     | 1      | 11     |
| Брой астронавти извършили полет по програмата | 2      | 7      | 10     | 1      | 9      |
| Брой астронавти без полет по програмата       | 2      | 1      | 1      | –      | 2      |
| Загинали астронавти                           | 1      | 1      | 1      | –      | –      |
| Брой астронавти извършили полет до Луната     | 1      | 6      | 7      | 1      | 9      |
| Брой астронавти кацнали на Луната             | 1      | 3      | 4      | 1      | 3      |
| Брой астронавти с два полета по програмата    | –      | 2      | 2      | –      | –      |
| Брой астронавти с два полета до Луната        | –      | 2      | 1      | –      | –      |

## Подготвителни мисии
В хода на лунната програма е изпълнена космическата програма „Сървейър“. Тя включва полети без екипаж до Луната с меки приземявания без връщане (въпреки че Сървейър 6 е първият космически кораб, излетял от Луната). Тази програмата е започната и изпълнена с цел да демонстрира осъществимостта на меко кацане на Луната. Това е направено като подготовка за програмата „Аполо“. „Сървейър“ е осъществена от Лабораторията за реактивно движение на НАСА в Пасадена, Калифорния и изпълнява няколко други операции, освен основната си задача. Демонстрирана е способността на един космически кораб да прави корекции по време на курса. Освен това прилуняващите се апарати носят инструменти, подпомагащи оценяването на местата за приземяване и това дали тези места са подходящи за приземяване на корабите с екипаж от програмата „Аполо“. Няколко космически сонди Сървейър имат автоматични лопати, предназначени за проверка на механиката на лунната почва. Преди този проект не е известно колко дълбок е лунният прах. Ако той е прекалено дълбок, нито един космонавт не би могъл да се прилуни. Програмата „Сървейър“ доказва, че прилуняванията са възможни. Някои от корабите на „Сървейър“ имат също и инструменти за алфа разсейване и магнити, които помагат за определяне на химическия състав на почвата.

## Катастрофата

### Предстартов тест
Аполо 1 е първият кораб от програмата Аполо на НАСА, предвиден за извеждане на ниска околоземна орбита на тричленен екипаж. Астронавтите загиват от пожар, възникнал на борда на Командния модул (сериен № CM 012) при тренировка на стартовия комплекс 34 в Космически център Джон Ф. Кенеди на 27 януари 1967 година.
| Мисия   | Екипаж                                   | Дата и време на предстартовия тест | Задачи и резултати от теста                                        | Дата и време на старта и завръщането на Земята, продължителност на полета | Задачи и резултати от полета          | Забележка                                      |
| ------- | ---------------------------------------- | ---------------------------------- | ------------------------------------------------------------------ | ------------------------------------------------------------------------- | ------------------------------------- | ---------------------------------------------- |
| Аполо 1 | Върджил Грисъм, Едуард Уайт, Роджър Чафи | 27 януари 1967; 18.00 UTC          | Тест на бордовите системи, предстартова тренировка. Пожар на борда | 21 февруари 1967 – 7 март 1967, 14 денонощия (планирани)                  | Първи полет на Космически кораб Аполо | Загива тричленният екипаж на космическия кораб |

Екипажът заема своите места в кабината на кораба в 13:00 часа (18:00 ч. UTC). Проведени са всички планирани операции, като на няколко пъти те са спирани заради възникнали многобройни технически проблеми. В 18:20 ч. (UTC), 10 минути преди симулационния старт, предстартовото броене е спряно от появил се проблем в комуникационната система. Десет минути по-късно, секунди преди повторното включване на часовниците, Роджър Чафи докладва за пожар на борда. Часът е 18:31 (UTC) и техниците, обслужващи кораба, започват да се борят с огъня за спасяването на екипажа. Най-голяма опасност при пожар представлява чистият кислород, подаван под налягане в херметически затворената капсула. Дотогава НАСА използва взривоопасния чист кислород за дишане във всички предишни пилотирани полети. Четиринадесет секунди по-късно избухва взрив и връзката с екипажа е преустановена. Четирима техници с пожарогасители се опитват да отворят евакуационния люк, но дефектните газови маски и сложният механизъм за отваряне възпрепятстват техните усилия. Със сетни усилия люкът е отворен, но астронавтите вече са мъртви. Пристигналите по-късно експерти установяват, че смъртта е настъпила от задушаване. Екипажът се бори докрай, за да отвори спасителния люк, но не успява. Назначена е комисия, която да установи причините за възникването и бързото разпространение на пожара.

### Последна почит
Загиналите астронавти са погребани с всички държавни и военни почести. Върджил Грисъм и Роджър Чафи са погребани в Националното военно гробище Арлингтън в присъствието на президента Линдън Джонсън. Едуард Уайт е погребан във военното гробище на Американската военна академия в Уест Пойнт, Ню Йорк. Мемориална плоча с имената на тримата астронавти е поставена на мястото на инцидента в Космическия център Джон Кенеди, Флорида – стартов комплекс 34. По-късно астронавтите са наградени (посмъртно) с най-високото гражданско отличие Космически медал на честта на Конгреса на САЩ – Върджил Грисъм на 1 октомври 1978 г., а Едуард Уайт и Роджър Чафи – на 17 декември 1997 г.

### Последствия
Освен комисията на НАСА за разследване на трагичния инцидент, Конгресът на САЩ също назначава своя комисия за дейността на НАСА и причините, довели до фаталния инцидент. По настояване на астронавтите започва основна реконструкция на следващите кораби от серията Аполо. Отстранени са 1407 дефекта, изцяло е подменена животоподдържащата системата на борда, като чистият кислород е заменен със смес от азот и кислород в съотношение 40:60. Монтиран е нов люк, който се отваря за 6 секунди при аварийна ситуация, сменена е цялата електрическа инсталация с огнеупорни кабели, в скафандрите на астронавтите са вложени негорими бета-тъкани, както и за всички останали платнени повърхности. Променена е стратегията на НАСА за планираното до края на десетилетието достигане на Луната. Основен принцип става общата безопасност на екипажите за сметка на сроковете. Като цяло логистиката на програмата Аполо е сериозно преосмислена и следващите мисии са планирани с много по-малък риск. Трагедията с Аполо 1 забавя американския лунен проект с повече от година и половина. Увеличават се значително и без това високите разходи по програмата.

## Хронология на пилотираните полети
Общият брой на полетите по програмата Аполо от 1961 г. е тридесет и три. Проведени са много ракетни изпитания, тестове на системата за аварийно спасяване, автоматични полети с макети и безпилотни полети. От 1968 до 1972 г. са изстреляни 11 космически кораба от серията Аполо с екипаж на борда. От тях девет достигат до Луната. Успешно се прилуняват шест. На лунната повърхност стъпват 12 астронавти. След приключване на лунната програма на околоземна орбита са изведени още 4 пилотирани кораба Аполо – три по програмата Скайлаб и един по съвместната програма Аполо-Союз. В таблицата са представени всички пилотирани полети в лунната програма:
| №        | Екипаж                                       | Дата и време на старта и завръщането на Земята, продължителност на полета | Задачи и резултати от полета                      | Дата и време на кацане и излитане от Луната           | Време за престой на Луната / общо време на лунните разходки | Маса на доставения лунен грунд, kg |
| -------- | -------------------------------------------- | ------------------------------------------------------------------------- | ------------------------------------------------- | ----------------------------------------------------- | ----------------------------------------------------------- | ---------------------------------- |
| Аполо 7  | Уолтър Шира, Дон Айзъл, Уолтър Кънингам      | 11 октомври 1968 15:02:45 – 22 октомври 1968 11:11:48 / 260:09:03         | Първи изпитателен полет на кораба Аполо на орбита | -                                                     | -                                                           | -                                  |
| Аполо 8  | Франк Борман, Джеймс Ловел, Уилям Андерс     | 21 декември 1968 12:51:00 – 27 декември 1968 15:51:42 / 147:00:42         | Първи пилотиран полет до Луната                   | -                                                     | -                                                           | -                                  |
| Аполо 9  | Джеймс Макдивит, Дейвид Скот, Ръсел Швейкарт | 3 март 1969 16:00:00 – 13 март 1969 17:00:54 / 241:00:54                  | Изпитания на лунния модул на околоземна орбита    | -                                                     | -                                                           | -                                  |
| Аполо 10 | Томас Стафорд, Джон Йънг, Юджийн Сърнън      | 18 май 1969 16:49:00 – 26 май 1969 16:52:23 / 192:03:23                   | Изпитания на лунния модул на окололунна орбита    | -                                                     | -                                                           | -                                  |
| Аполо 11 | Нийл Армстронг, Майкъл Колинс, Едуин Олдрин  | 16 юли 1969 13:32:00 – 24 юли 1969 16:50:35 / 195:18:35                   | Първо кацане на Луната                            | 20 юли 1969 20:17:40 – 21 юли 1969 17:54:01           | 21 ч 36 мин / 2 ч 32 мин                                    | 21,7                               |
| Аполо 12 | Чарлс Конрад, Ричард Гордън, Алън Бийн       | 14 ноември 1969 16:22:00 – 24 ноември 1969 20:58:24 / 244:36:24           | Второ кацане на Луната                            | 19 ноември 1969 06:54:35 - 20 ноември 1969 14:25:47   | 31 ч 31 мин / 7 ч 45 мин                                    | 34,4                               |
| Аполо 13 | Джеймс Ловел, Джон Суигърт, Фред Хейз        | 11 април 1970 19:13:00 – 17 април 1970 18:07:41 / 142:54:41               | Полет до Луната. Авария на кораба Аполо           | -                                                     | -                                                           | -                                  |
| Аполо 14 | Алън Шепърд, Стюард Руса, Едгар Мичъл        | 1 февруари 1971 21:03:02 – 10 февруари 1971 21:05:00 / 216:01:58          | Трето кацане на Луната                            | 5 февруари 1971 09:18:11 – 6 февруари 1971 18:48:42   | 33 ч 31 мин / 9 ч 23 мин                                    | 42,9                               |
| Аполо 15 | Дейвид Скот, Алфред Уордън, Джеймс Ъруин     | 26 юли 1971 13:34:00 – 7 август 1971 20:45:53 / 295:11:53                 | Четвърто кацане на Луната                         | 30 юли 1971 22:16:29 – 2 август 1971 17:11:22         | 66 ч 55 мин / 18 ч 35 мин                                   | 76,8                               |
| Аполо 16 | Джон Йънг, Томас Матингли, Чарлс Дюк         | 16 април 1972 17:54:00 – 27 април 1972 19:45:05 / 265:51:05               | Пето кацане на Луната                             | 21 април 1972 02:23:35 – 24 април 1972 01:25:48       | 71 ч 2 мин / 20 ч 14 мин                                    | 94,7                               |
| Аполо 17 | Юджийн Сърнън, Роналд Еванс, Харисън Шмит    | 7 декември 1972 05:33:00 – 19 декември 1972 19:24:59 / 301:51:59          | Шесто кацане на Луната                            | 11 декември 1972 19:54:57 – 14 декември 1972 22:54:37 | 75 ч 00 мин / 22 ч 04 мин                                   | 110,5                              |

## Резултати
| Камъкът на сътворението, Аполо 15 |  | Планински лунен камък, Аполо 16 |
| Камъкът на сътворението, Аполо 15 |  | Планински лунен камък, Аполо 16 |

Третата американска програма за пилотирани космически полети е огромен успех не само за САЩ, но и за цялото човечество. За първи път в своята история хората стъпват на друго небесно тяло. Шест екипажа, общо дванадесет астронавти достигат повърхността на Луната. Полетите по лунната програма са следени с огромен интерес от целия свят. Успехът на програмата „Аполо“ затвърждава политическия и технологичен престиж на САЩ. На Земята са доставени 381,7 kg лунна почва и скални образци, които дават на учените уникални данни за произхода и геоложкия ѝ строеж. Проби от тях са изпратени до академиите на науките на 86 страни по света (в това число и БАН). Лунната програма е отражение на бурното развитие на космическата наука и високите технологии по онова време.

## Развитие
Първоначалният план за развитие на програмата „Аполо“ е по-внушителен от неговото изпълнение. Желанието на американските учени и технологичните възможности на страната, които през 60-те години на 20. век изглеждат неограничени, се сблъскват с икономическите реалности и финансовите параметри на начинанието. Огромната стойност на лунния проект кара американците да преосмислят и съкратят някои от предвидените по-рано мероприятия и води до забавяне на разработката и производството на космически кораб от четвърто поколение – космическата совалка. Лунната програма на САЩ се осъществява в сложна вътрешно и външнополитическа обстановка на фона на продължаващите военни действия във Виетнам. Ето какво е изпълнено и какво не от първоначалния замисъл:

### Пилотирани мисии
Първоначалния проект предвижда 10 пилотирани полета до Луната, изпълнени до 1975 г. и евентуален полет до Марс към 1980 г. Втората идея е изоставена още през 1968 г., а проектът за междупланетен полет е оценен като прекалено амбициозен. На следващата, 1969 г. е прекратено, още в началните му етапи, планирането на мисията Аполо 21 (предвидена за 1975 г.), защото НАСА решава, че този полет ще е повторение на вече проведени мисии. На 4 януари 1970 г. е отменена мисията Аполо 20, а на 11 март същата година – мисиите Аполо 18 и Аполо 19. Отмяната на трите полета става с решение на Конгреса на САЩ, продиктувано от непропорционалното нарастване на разходите по лунната програма. Още в средата на 60-те години на 20. век НАСА разработва в детайли пилотирана мисия за облитане на Венера (без кацане на повърхността на планетата) като възможност за развитие на програмата „Аполо“. Тази идея, значително по-перспективна от експедиция до Марс, е разгледана много внимателно от службата по планиране на мисиите и оценена като реално изпълнима с незначителни доработки на съществуващите компоненти от комплекса ракета носител – космически кораб. Планът предвижда старт на 31 октомври 1973 г., облитане на Венера на 3 март 1974 г. и връщане на Земята на 1 декември 1974 г. Мисията е натоварена с много научни задачи, включително непосредствено наблюдение на Меркурий, тъй като по това време тази планета се намира възможно най-близо до Венера. Този проект остава неизпълнен пак поради финансови причини и поради общото забавяне на програмата „Аполо“ (космическата програма Скайлаб трябва да бъде изпълнена преди мисията до Венера), предизвикано от катастрофата с космическия кораб Аполо 1. Интересен е фактът, че този проект е замразен, но не закрит и по-късно работата по неговото развитие е възобновена.

### Скайлаб
Като развитие на лунната програма, НАСА планира създаването на голяма орбитална станция със сменяеми екипажи. Тази идея е блестящо реализирана в космическата програма „Скайлаб“. През 1973 – 1974 г. три екипажа работят на станцията и поставят рекорди по продължителност на космическия полет, които са подобрени след повече от четири години. Въпреки тези големи успехи, програмата е прекратена поради твърде високата цена на ракетата носител. Вариантът за спасяването на Скайлаб с помощта на космически кораби за многократна употреба пропада поради забавяне в строежа на космическата совалка (първи полет предвиден за 1979 г., а осъществен през 1981 г.) и отказ от спасителна мисия с наличната техника.
| Мисия     | Екипаж                                  | Дата и време на старта и завръщането на Земята, продължителност на полета         | Задачи и резултати от полета                    | Дата и време на скачване | Дата и време на разделяне |
| --------- | --------------------------------------- | --------------------------------------------------------------------------------- | ----------------------------------------------- | ------------------------ | ------------------------- |
| Скайлаб-2 | Чарлс Конрад, Пол Уайтц, Джоузеф Къруин | 25 май 1973 – 22 юни 1973; 28 денонощия 00 часа 49 минути 49 сек.                 | Първа експедиция на орбиталната станция Скайлаб | 25 май 1973              | 22 юни 1973               |
| Скайлаб-3 | Алън Бийн, Джек Лузма, Оуен Гериът      | 28 юли 1973 – 25 септември 1973; 59 денонощия 11 часа 09 минути 04 сек. (рекорд)  | Втора експедиция на орбиталната станция Скайлаб | 28 юли 1973              | 25 септември 1973         |
| Скайлаб-4 | Джералд Кар, Едуард Гибсън, Уилям Поуг  | 16 ноември 1973 – 8 февруари 1974; 84 денонощия 01 час 15 минути 32 сек. (рекорд) | Трета експедиция на орбиталната станция Скайлаб | 16 ноември 1973          | 8 февруари 1974           |

### Съвместен полет
Този проект е реализиран през юли 1975 г. с експерименталния полет Аполо-Союз. Въпреки че изглежда напълно символичен, този полет изиграва съществена роля в подобряване на отношенията между двете световни суперсили и допринася пряко за подписването през 1977 г. на договор за сътрудничество в областта на космическите изследвания.
| Мисия      | Екипаж                                    | Дата и време на старта и завръщането на Земята, продължителност на полета | Задачи и резултати от полета            | Дата и време на скачване | Дата и време на разделяне | Време на съвместния полет    |
| ---------- | ----------------------------------------- | ------------------------------------------------------------------------- | --------------------------------------- | ------------------------ | ------------------------- | ---------------------------- |
| Аполо-Союз | Томас Стафорд, Доналд Слейтън, Ванс Бранд | 15 юли 1975 – 25 юли 1975; 9 денонощия 01 час 28 минути                   | Проект Аполо-Союз, скачване със Союз 19 | 17 юли 1975              | 19 юли 1975               | 46 часа 36 минути 44 секунди |

Това е последният полет на космически кораб от трето поколение за САЩ. След прекъсване от шест години американските пилотирани космически полети са възобновени през 1981 г. Въведен е в експлоатация принципно нов космически кораб за многократно използване с повишен товарен капацитет, възможност за транспортиране на многочленен екипаж и големи маневрени възможности на околоземна орбита. Идва ред на космическия кораб от четвърто поколение Space Shuttle.

## Галерия
- Проект Nova
- Ракета-носител Сатурн V с КК Аполо
- КК Аполо на лунна орбита
- Лунния модул
- Едуин Олдрин на лунната повърхност
- Чарлс Конрад (Аполо 12) до сондата Сървейър 3